# Luis Antonio Robles
Luis Antonio Robles Suárez (Camarones, Riohacha, 24 de octubre de 1849-Bogotá, 22 de septiembre de 1899), conocido como «el negro Robles», fue un abogado y político, primer afrocolombiano en llegar al Congreso de Colombia y al gabinete presidencial como Secretario del Tesoro. Así mismo, «fue el primer negro en ser Rector de una Universidad, la Universidad Republicana, de donde nació la Universidad Libre».
Concebido en el seno de una familia liberal que se preocupó por sus estudios académicos, los cuales fueron indispensables para su carrera política. Representa la lucha por la igualdad y superación de las sociedades discriminadas por su origen, color de piel, etc; así mismo como pregonero acusador de la esclavitud moderna.

## Infancia
Luis Antonio Robles nació en una familia campesina. Su padre, Luis Robles, era un miembro prominente de la familia Robles de la ciudad de Riohacha, quienes fueron pequeños hacendados poseedores de africanos esclavizados para la tarea de cultivo principalmente; pregonaba el liberalismo de mediados del siglo XIX en la provincia de Padilla, así como también abanderaba la masonería en esa ciudad bajo la figura de Pío Robles. El señor Robles se enamoró de una mujer negra, esclavizada en su finca, llamada Manuela Suárez, con la cual procreó un hijo primogénito de color blanco, que falleció súbitamente tiempo después; y de nuevo volvieron a procrear un hijo, esta vez de color negro, a quien bautizaron como Luis Antonio.
Los padres de Luis Robles, aunque eran muy liberales, no consentían la relación que este sostuvo con aquella esclava, pues él se enamoró de ella y quería formar una familia normal, situación que para la época era inadecuada. Por esto, se dio la libertad a la mujer, años antes de que en Colombia se aboliera el sistema esclavista.

## Estudios
Robles fue hijo único. Su familia residió en la comunidad de Camarones, donde su padre se dedicaba a enseñar en una escuela de la época. Sus padres le inculcaron la dedicación por el estudio y el valor del mismo, y se preocuparon porque su hijo recibiera todos los grados académicos necesarios y asistiera a un centro de educación superior, sabiendo que por ser mulato su hijo tendría trabas en el camino.
Después de terminar sus estudios básicos en Cartagena, Luis Robles fue enviado a Bogotá para cursar estudios de Derecho en el «Colegio Mayor de Nuestra Señora del Rosario», hoy Universidad del Rosario, donde entró con facilidad, debido a que el rector del alma mater procedía de una comunidad rural, era liberal y masón. El rector comprendió la situación de la familia debido a que, como él, las personas campesinas eran discriminadas por las sociedades de las urbes.
Robles se graduó como abogado en 1872 y se convirtió en el personaje más sobresaliente de Colombia de finales de siglo XIX.

## Positivismo en Colombia
Con Nicolás Pinzón Warlosten, Manuel Antonio Rueda, Simón Araujo y José Herrera Olarte, Luis A. Robles  practicaron las ideas liberales provenientes del positivismo de Augusto Comte y Herbert Spencer, las cuales habían sido difundidas desde la Universidad Nacional de Colombia y permitieron la fundación de universidades modernas en Colombia como el Externado de Derecho, hoy Universidad Externado de Colombia y la Universidad Republicana, hoy Universidad Libre.

## Vida pública

### Política
A los 27 años de edad, a cuatro de haber iniciado su profesión, Robles logró un escaño o cuórum como representante en la Cámara del Congreso de los Estados Unidos de Colombia, siendo este periodo gobernado por liberales, en su mayoría radicales.
Luis Robles destacó políticamente por su oratoria y elocuencia en los discursos que profería en el Congreso. Llegó a ser uno de los políticos más influyentes de Colombia, convirtiéndose en director general del liberalismo en 1896.
En la presidencia de Aquileo Parra, fue secretario del Tesoro, título equivalente a ministro de Hacienda. En 1878 fue nombrado presidente del Estado Soberano del Magdalena, hecho detestado por los miembros criollos blancos pudientes de la sociedad de Santa Marta, su capital, que lo encarcelaron durante un tiempo exigiendo su renuncia. Seis años después, en 1884, fue nombrado comisario del Territorio de La Guajira, ejerciendo sus funciones en Riohacha, ciudad que estaba fuera de su jurisdicción debido a los diversos motines y asaltos de los indígenas wayúu.
En 1892 fue elegido nuevamente representante a la Cámara, esta vez por el departamento de Antioquia. Para esta fecha en Colombia se habían dado grandes cambios políticos debido a que dejaba de ser un país federalista constituido por estados soberanos, para conformar una república unitaria centralizada, donde los estados pasaron a ser departamentos. Además el país se encontraba desde 1884 gobernado por el presidente Rafael Núñez, que se había convertido en conservador. Así, poco a poco los conservadores se establecieron como monopolio del poder, siendo Luis Robles el único liberal en el Congreso, donde fue blanco de ataques discriminatorios por parte de otros políticos:

«El hecho sucede un día cualquiera del siglo XIX. El escenario es el lugar de sesiones  de la Cámara de Representantes en Bogotá. Los protagonistas son Luis Antonio Robles y otro parlamentario. Este  último, influenciado por su  lamentable racismo, ve entrar a Robles y grita: "¡Se ha oscurecido el recinto!" El guajiro, verdadero maestro de la réplica y la oratoria, le responde: "Yo no tengo la culpa de ser  negro: la noche  imprimió su manto sobre mi epidermis. Pero aún blanquean los huesos de mis antepasados en las bóvedas de Cartagena, por darle la libertad a muchos blancos de conciencia negra, como usted".»

En este periodo, los conservadores acrecientan su poder, por lo cual se desarrolla una hostilidad entre este partido y el liberal. La persecución de los personajes importantes del liberalismo colombiano llevó a Luis A. Robles a exiliarse en Nicaragua.

### Exilio
En 1895, los liberales emprendieron una rebelión contra los conservadores que fracasó, por lo que muchos de sus miembros se exiliaron. Luis A. Robles se exilió en América Central, donde duró pocos meses para después retornar al país en 1896. En Nicaragua fue director de la Universidad Central de Managua, labor que desempeñó al destacarse en la academia.

### Academia
Luis A. Robles se destacó en el ámbito académico, respecto a la educación escolar. Fue cofundador en 1890 con Manuel Antonio Rueda, Antonio José Iregüi y Eugenio J. Gómez de la «Universidad Republicana», cerrada en 1919 (reabierta en 1923 como Universidad Libre), de la cual fue su segundo Rector entre 1892 y 1895, cargo administrativo que le causó el cierre del centro educativo, al ser saboteado por la clase criolla blanca pudiente de Bogotá, que no podía admitir que un negro ejerciera cargos que no eran para personas que la época no redimía. La universidad fue reabierta tiempo después.
A pocos días de haberse graduado como profesional, el presidente Manuel Murillo Toro lo nombró director de «Instrucción Pública» del Estado Soberano del Magdalena, además cuando Robles fue presidente de aquel Estado, creó escuelas y promovió la educación escolar, enfatizando que los educadores tuvieran una preparación académica previa, pues en aquella época cualquier persona que tuviera ciertos conocimientos básicos y elementales podía ejercer funciones docentes. Además esto resonó a nivel nacional, ya que él consideraba que era indispensable la preparación en pedagogía y academia para mejorar los aspectos escolares del país.
Lo anterior no se llevó a la práctica en su tiempo, pero para inicios del siglo XX muchos académicos del país tuvieron la necesidad de implementarla, lo que representó un desarrollo en el sector educativo. La Iglesia católica, en principio, mantuvo amplio monopolio en la educación nacional, y contrataba como docentes a personas egresadas de universidades.

### Fallecimiento
Luis Antonio Robles se disponía a enfrentar una guerra civil en Colombia entre los dos únicos partidos políticos de finales del siglo XIX y principios del XX. Riohacha se había convertido en bastión de los liberales, y por esta ciudad ingresaron al país, gran parte del armamento que utilizararon sus guerrillas para enfrentar a los conservadores.
En 1899, Luis A. Robles había regresado de su exilio en América Central y se disponía a viajar a Riohacha para recibir el cargamento bélico, pero falleció antes de cumplir 50 años, el 27 de septiembre de ese año, veintiséis días antes del estallido de la Guerra de los Mil Días el 18 de octubre. La causa de su defunción fue una complicación de cistitis, enfermedad causada por una bacteria patógena que hoy es fácil de curar.

«Vuelve al país en 1896 y de inmediato es nombrado miembro de la dirección nacional de su partido y enviado al exterior en compañía de Foción Soto y Rafael Uribe Uribe en misión reservada para conseguir armas para una posible confrontación bélica con el gobierno conservador que le había cerrado todos los espacios políticos a los radicales. Decepcionado por la división de su partido y abrumado por la muerte de su madre, pensó volver a su tierra natal, cuando lo sorprendió la muerte en Bogotá el 22 de septiembre de 1899. Ante su tumba lo despidieron con emocionadas palabras veinticinco oradores, entre ellos Enrique Olaya Herrera, Rafael Uribe Uribe, Simón Araujo y su paisano Tomás Abello.»

## Legado histórico
Luis Robles es recordado por su lucha en favor de la reivindicación de las masas oprimidas y excluidas por la clase dirigente que manejaba a su antojo los aspectos sociales de la vida:

«Todos los afrocolombianos pueden dejar una huella en la historia, cumpliendo y fortaleciendo  la identidad de los pueblos afro en el país, podemos hacer historia, sólo se debe luchar por lo que queremos.»

Luis Antonio Robles argumentaba que los pueblos nativo-americanos o eran también iguales a todos los pueblos. Así mismo, sostuvo que todos los pueblos tenían derecho a ser diferentes y a que fueran respetados en su entorno cultural. Su pensamiento se hizo realidad en la Declaración Universal de los Derechos de los Pueblos del 4 de julio de 1976, proclamada en Argel.
Robles fuie una de las figuras políticas y personalidades en la Colombia de finales del siglo XIX que pregonó la igualdad de los individuos, la práctica universal de los derechos del hombre (que en aquella época no se aplicaba de forma universal) y el desarrollo escolar. Aunque muchos de sus discursos proferidos en el recinto de la Cámara de Representantes desaparecieron por una revuelta popular, todavía se conservan apartes de su oratoria que reflejan un aliento para las masas que luchan en una sociedad desigual e injusta.

## Homenajes
En Santa Marta se encuentra el Museo Luis Antonio Robles. En el departamento de La Guajira se ha incentivado el conocimiento de los aspectos de la vida pública de este personaje político; la sala de audiencia de la Asamblea Departamental de La Guajira se llama «Luis Antonio Robles».
En la comunidad de Camarones existe una institución educativa en su honor, y la casa natal de Robles es centro cultural y monumento.
Es considerado el personaje más radical del liberalismo costeño de Colombia.
Es nombrado con el título El Paladín de la Democracia.
Un centro poblado del Distrito de Tumaco lleva su nombre en honor.

## Noticias
- Universidad del Rosario rinde homenaje perenne a Luis A. Robles, primer ministro negro de Colombia (1876), egresado del Claustro
- En ‘vilo’ declaratoria de monumento nacional a Casa Luis Antonio Robles (enlace roto disponible en Internet Archive; véase el historial, la primera versión y la última).